# 脳男
『脳男』（のうおとこ）は、首藤瓜於による日本の推理小説。連続殺人事件を起こす謎の青年を巡るサスペンス作品。第46回江戸川乱歩賞受賞作。全選考委員の満場一致で受賞が決定した 作品であるが、2008年に発表された第2作目の続編『指し手の顔 脳男2』（さしてのかお のうおとこ2）では「乱歩賞史上に残る問題作」との言葉も窺える。本稿では続編、続々編の第3作『ブックキーパー 脳男』についても扱う。
『脳男』は2014年現在、売上31万部を超える。

## あらすじ

### 本編
中部地方で名古屋の次に大きい愛宕（おたぎ）市で、連続爆破事件が発生する。
警察が容疑者として辿り着いたのは、一人のサラリーマン・緑川。アジトに踏み込むと、そこには既に緑川と格闘している男がいた。鈴木一郎という男だった。彼はその供述内容から共犯と見なされ、精神鑑定を受けることになる。鑑定を依頼された医師・鷲谷真梨子は彼の真実の姿を探ろうとする。

## 登場人物
鈴木 一郎（すずき いちろう）<偽名> / 入陶 大威（いりす たけきみ）<本名>
緑川のアジトにいた男。逮捕された後、緋紋家のビルに爆弾が仕掛けられていることを供述したため、共犯と見なされた。自分の過去については一切供述しようとせず、警察の取り調べでは偽名を名乗っている。戸籍上では29歳だが、実年齢は確認されていない。常に丁寧で礼節を弁えている。様々なテストが行われたが、知覚上の異常は一切なく、全て平均的。血液型はRh-O型。一度見たものは、人物・書籍などを問わず全てを記憶でき、決して忘れない。ポルトガル語・ギリシャ語・ラテン語等、多数の言語も理解できる。
映画では最初は真梨子の質問にただ答えるだけだったが過去を聞いた際は心のどこかに隠されていた感情がゆらぎ、真梨子が自分のために泣いたことから彼女には心を開き、更生すると言いながら再び犯罪を犯した志村を真梨子の為に自分の意志で殺害した。最後は真梨子に感謝の言葉を述べ、少しだけ微笑み再び無表情になるシーンでこの映画は終わりになる。
鷲谷 真梨子（わしや まりこ）
苫米地に鈴木一郎の精神鑑定を委嘱される。事件当時はアメリカにいたため、事件のことは全く知らなかった。鈴木一郎の全く偏りのない平均的過ぎるテスト結果を不審に思う。
日本の大学を卒業した後、その独特な医局制度について行けず、渡米。ハーバード大学へ入学し直した。現在32歳。
映画版では過去に年の離れた弟を殺害されており、そのことが原因で引きこもりになり一日中TVを見てお菓子ばかり食べているので太ってしまった母がいる。
茶屋（ちゃや）
警察官。身長190cm、体重120kgの巨漢。緑川のアジトで鈴木一郎に助けられ、彼が精神異常者だとは思えない。
緑川 紀尚（みどりかわ のりひさ）
警察に連続爆弾犯と特定された男。33歳の真面目な会社員。
七星建設（しちせいけんせつ）
関西を中心に展開していた建設会社。第一の被害者（爆破は無人の屋上で起こった）。
金城 理詞子（きんじょう りすこ）
タレント。歯に衣着せぬ物言いで人気が高かった。第二の被害者。毎晩のように有名人たちを招いてはいかがわしいパーティーを催していた。招待客らが持参した土産の一つが爆発したが、それによる被害者はいなかった。
灰谷 六郎（はいたに ろくろう）
国会議員。第三の被害者。食中毒で入院していたが、一向に回復せず再検査したところ奇病が見つかり、転院しようと救急車に乗せられた直後に救急車が爆発し死亡。
黒田 雄高（くろだ ゆたか）
県警本部の鑑識課員。火災現場の鑑定と爆発物の分析で右に出るものはいないベテラン。
苫米地（とまべち）
精神科の部長。精神医学界ではかなり名を知られた存在で、司法鑑定では第一人者。多忙を理由に、鈴木一郎の鑑定を真梨子に任せた。
緋紋家 耕三（ひもんや こうぞう）
愛宕市では知らぬ者がいないほどの有名人。盲目の身で一代で財産を築き上げた。気前の良い篤志家という反面、守銭奴という噂も絶えなかった。第五（第四の事件は個人狙いではなかった）の被害者となるところだったが、鈴木一郎の供述でそれを免れた。
空身（うつみ）
CT室責任者。レントゲン技師の資格で勤めている。スタンフォード大学の研究室から好条件を提示され、移ってきた。欧米の医学雑誌に定期的に研究論文を発表している医学博士でもある。「神経細胞中の伝達物質の伝達速度とカルシウムの相関関係」が研究テーマで、欧米の大きな医学賞を2度受賞している。院内のあらゆるゴシップにも通じている。真梨子が院内で最も親しくしている人物。
玲子（れいこ）
喘息で小児病棟に入院している少女。空身を除けば、真梨子が最も親しくしている。
藍澤（あいざわ）
かつて、橡木（とちのき）クリニックという、自閉症の研究等を行う施設の所長をしていた。そこで、入陶大威という自閉症が疑われる症状の子を2歳から15歳まで診ていた。現在は製薬会社の研究員を務めている。
入陶 倫行（いりす のりゆき）
愛宕市に住んでいた富豪。入陶財閥の当主。ひき逃げによる交通事故で娘夫婦を亡くしてから、橡木クリニックに預けられていた孫の大威を引き取り暮らしていたが、11年前に火災で死亡。
伊能（いのう）
アマチュア登山家。かつて大威のトレーナーをしていた。
氷室 友賢（ひむろ ともかた）
入陶倫行の死後、大威を引き取った人物。

## 書誌情報
『脳男』
単行本〈講談社〉：2000年9月11日発行、ISBN 978-4-06-210389-3
文庫本〈講談社文庫〉：2003年9月15日発行、ISBN 4-06-273837-6
『指し手の顔 脳男2』
単行本〈講談社〉：2007年11月29日発行、[上] ISBN 978-4-06-214326-4 / [下] ISBN 978-4-06-214327-1
文庫本〈講談社文庫〉：2010年11月12日発行、[上] ISBN 978-4-06-276800-9 / [下] ISBN 978-4-06-276801-6
『ブックキーパー 脳男』
単行本〈講談社〉：2021年4月21日発行、ISBN 978-4-06-522538-7
文庫本〈講談社文庫〉：2023年8月10日発行、[上] ISBN 978-4-06-532788-3 / [下] ISBN 978-4-06-532928-3

## 映画
2013年2月9日に公開された。PG12指定。日本テレビ放送網開局60周年・日活創立100周年記念作品。
監督は『星守る犬』や『はやぶさ 遥かなる帰還』などを手掛けた瀧本智行。主演は生田斗真。

### ストーリー (映画)
都内近郊で無差別連続爆破事件が頻発していた折、精神科医・鷲谷真梨子の乗ろうとした路線バスが爆破される。犯行には、舌を切り取られた女性の全身に爆薬を巻きつける「人間爆弾」が使われていた。刑事・茶屋は犯人のアジトで「鈴木一郎」という身元不明の男を拘束し、茶屋の指名で鷲谷が精神鑑定を担当する。一郎の本名は「入陶大威」で、幼い頃にひき逃げ事故で両親を亡くし、大富豪の祖父・入陶倫行に引き取られた。ところが、倫行は息子夫婦を殺された怒りから、映像記憶ができる並外れた知能を持つ一郎を、人間らしい感情を一切持たず、犯罪者を抹殺する殺人ロボット「脳男」に育てていた。
茶屋は一郎が真犯人を殺害しようとしていたと考え、一郎を護送中、緑川と水沢という女性2人組に襲われる。彼女たちこそ連続爆破犯であり、争いの中で水沢が一郎に撃たれ、混乱に乗じて緑川と一郎が逃走する。
1週間後、緑川が真梨子を「人間爆弾」に仕立てて病院に立て籠もる。病院の至る所で爆弾が炸裂する中、一郎が姿を現した。

### キャスト
鈴木一郎 / 入陶大威
演 - 生田斗真
鷲谷真梨子
演 - 松雪泰子
緑川紀子
演 - 二階堂ふみ
原作の緑川紀尚に該当するが本作では女性。連続無差別爆弾犯の主犯。サイコキラー。盗聴器や盗撮器を使いこなしたり、様々なタイプの爆弾を作成することができる機械に強い知能犯である。劇中の描写からコンピューターにも高い知識があるようである。自身を批判したアナウンサー、コメンテイターや挑発した人物を誘拐し、舌を切り取った上、最終的に人間爆弾にし一連のテロ事件を起こした。
末期の病であり、痩せ細り、血色が悪く髪はボサボサで眉毛もない。高揚すると発作が起こり、時折吐血してしまう。そのため注射を打ちながら命を伸ばしている。水沢のことは駒程度にしか思っておらず、愛情は無いが、遊びで過激な愛情表現を行い水沢を操っている。裕福な家庭に生まれ、高校2年のときにアメリカ留学をした。かつて両親を殺害した過去があり、容疑者に上がったが未成年かつ証拠不十分であったため逮捕に至らなかった。
アジトに一郎が潜入し首を絞められ殺されそうになるも、侵入者のために仕掛けていた爆弾が茶屋達の進入により爆発したため、水沢と共に車で逃走。その後、一郎へ復讐するために一郎が護送された病院で盗撮と盗聴により監視を行う。その過程で一郎の素性を知った。そのとき、高笑いしながら「私たちは一心同体。死ぬまで人殺しをしなければ生きていけない」と同族意識を持つ。また「フロイトの様な死に方はしたくない」と考えている。
広野に解除不能な自製爆弾を仕掛け爆死させた。同性愛的志向があるのか、爆弾を仕掛け拘束した真梨子を「綺麗」と言ったり、胸を触ろうとし、真梨子に唾をかけられたが嬉しそうに舌で舐め取った。病院地下駐車場で一郎と対峙し、茶屋との格闘で負傷した一郎を車で何度も轢いた。とどめを刺そうとするも助手席に人質として同乗させていた真梨子に阻止された。起き上がった一郎に車から引きずり出されて殺害されそうになるが、これ以上一郎に殺人を犯して欲しくないとした真梨子によって制止される。その隙に真梨子に括り付けていた爆弾を起爆させようとするも現れた茶屋によって拳銃で撃たれ、これまでの怒りからさらに追い撃ちで乱射され殺害されるという末路を迎える。
水沢ゆりあ
演 - 太田莉菜
映画オリジナルの登場人物で紀子の仲間。自らを『特別な人間』として世間に認められたいが故にインターネットで自ら公開首吊り自殺を流したりしたこともあるが、面白がられるだけで誰からも受け入れてもらえなかった。唯一受け入れてくれた紀子を「私の神様」と呼び、崇拝している。全く個性や独創力のない自分を否定するために奇抜な服装や髪型やメイクをしている。猟奇的と自らは思っているが、どこかで普通の思考がある。紀子に捨てられることを極端に怖がっており、紀子の言う事は全て聞き入れる。一郎が病院から護送される最中に、紀子が運転するビッグスクーターで襲撃。バイクの後ろに乗りながらパトカーを運転する警官の首にボウガンの矢を命中させる。茶屋に「犯人が女だったとはな」と言われ「日本も終わってる」と呆れ返した。襲撃中に一郎が放った銃弾から紀子を庇い撃たれ、爆弾のスイッチを押して周囲を爆発させ笑みを浮かべながら絶命した。命を救われた紀子は水沢を棄てて一人で逃走した。
広野
演 - 大和田健介
　茶屋と組んで3年になる刑事だが茶屋には新米とからかわれている。エアシューターを知らなかった事から女性とラブホテルに行った事がないのが判明し、茶屋に「童貞」と言われた。茶屋にはしょっちゅうこずかれているが愛情を持たれており、本人も自覚しており、茶屋を信頼し尊敬している。何かと酷い目に合う事が多く、一度目はアジトのドアを開けた際の爆風で吹き飛ばされ、二回目は一郎を護送中に人質に取られ失禁し（殺害されそうになったため当然と言える）、水沢ゆりあが起こした爆発に巻き込まれ（その際に身を呈して茶屋を守った）怪我をし入院、3回目は緑川紀子に時限爆弾を巻きつけられ、椅子に固定されていた。一郎を殺せば解除すると聞いた茶屋が一郎と格闘になり、揺れればと爆発することを知り「俺が死ぬ！！」と泣き叫び、自ら椅子を揺らしたため爆発し、頭部を吹き飛ばされ死亡した。
志村昭文
演 - 染谷将太
映画オリジナルの登場人物。8年前の中学生の時に真梨子の弟を誘拐し、眉と髪の毛を剃り裸のまま殺害した（どのように殺害したかは不明）。真梨子が「犯人に弄ばれて」と発言していることから、性的虐待を行ったと思われる。母子家庭であり母一人子一人。事件の事を反省しており真利子の元で何年もカウンセリングを受けて一郎の精神鑑定中に社会復帰した。出所間際に起きたバス爆破事件のニュースを見て些細な発言をした受刑者を殴ったことで母が真梨子を呼び出しカウンセリングした際に、真梨子が巻き込まれたのではと心配したことと同時に子供が亡くなった事に対しまともな会話をするようで奇妙な発言をしている。出所後は、少年院で得た溶接の資格を活かした仕事をするつもりで一人暮らしをすることを真梨子に告げた。しかし出所直後（真梨子に挨拶に来る前）再び子供を誘拐し、真梨子の弟と同じように眉と髪の毛を剃り落とし、風呂場に監禁していた。病院爆破事件後の雨の日に自宅で療養していた真梨子に一郎から志村の殺害予告メールが届き、真梨子が志村のアパートに駆けつけた時にはすでに赤い電気のついた自室で一郎に殺害されていた。真梨子が一郎に、どうして志村が出所後にまた犯行を繰り返しているのがわかったのかを尋ねると、一郎は「子供の歯型が（志村の）半袖の裾から見えたから」と答えている。
志村の再犯の発覚によって真梨子が確立した加害者と被害者の遺族が対面するカウンセリングが加害者の更生に無力であることが露呈し、真梨子を失望させた。志村が何故同性児童ばかり全裸で監禁し、いたぶっていたのかは不明である。
黒田雄高
演 - 光石研
爆弾処理のプロ。茶屋とは親しい関係。連続無差別爆破事件を担当している。そのため、犯人が舌を切り取っている事で同一犯と認識している。病院爆破事件で一郎に「司令室は危ない」と助言されるも聞き入れず、司令室に仕掛けられた爆弾を解除した。しかし装置が解除されたと同時に作動する別の爆弾に気付かず爆発に巻き込まれて他の隊員共々死亡した。
空身
演 - 甲本雅裕
真梨子の同僚の心療内科医。メガネをかけた明るい性格で物腰も柔らか。真梨子とは同僚でもあり、仲の良い友人でもある。せんべいが好き。ポリグラフテストを提案した際には真梨子に頼まれ協力。テストで真梨子には全くわからなかった一郎の一般人とは異なる反応を瞬時に見つけたことから、技能的技術は真梨子より上と思われる。「生まれつき感情を持たない人間はいない」と考えている。一郎の症状と似た論文を見つけ、被験者が特殊な血液型（Rh-O型）であったため、入陶大威とわかった。病院で爆弾を仕掛けられている場所を爆弾処理班に案内すべく共に行動した結果、緑川の罠である爆弾の爆発に巻き込まれる。その後の生死は描かれていない。
伊能
演 - 小澤征悦
元アルピニスト。現在は山小屋に一人で暮らしている。喫煙者（ノーマルスモーカー）。真梨子と茶屋に初めて会った時に一郎が殺しをしたとわかっていた。一郎を「大威」と呼ぶ人物。入陶倫行にエベレストに登る援助をする代わりに一郎の体を鍛えさせるよう頼まれ、住み込みで生活していた。しかし倫行が次第におかしくなるため、倫行に「大威の訓練のため」と偽り、一郎を遠ざけるために2人で山で生活し始めた。一郎とロッククライミング中に器具が壊れて宙釣りになった伊能は一郎に「ロープを切れ！」と自らと一郎が繋がっているロープを切らせて死を選ぼうとしたが、一郎は無表情のまま初めて命令に背き、片手でロープを手繰り寄せて伊能の体を引き上げ助けた。その姿を見て伊能は「大威には感情がある」と確信している。山での生活は一郎に合っていたが、一郎が手にリスを乗せて無表情なまま見つめていたところ、倫行が現れ、リスを地面に叩きつけて大威を家に連れて帰った。伊能は一郎が初めて人を殺したのを目撃している。その際に胸を刺され、火傷も酷かったため入院した一郎を退院の日に迎えに行ったが蛻の殻であり、通帳から（口座を知っていたため、入陶家から信頼されていたと思われる）財産全てが引き出されていた事も知る。伊能は「じいさんが教えていたんだろう」と推測している。一郎を心配し探し回り面倒を見る（人間として生きるために2人で山で生活する）つもりだったが、一郎が倫行にどこまで指示されていたかを知らなかったために行方が掴めなかった。
藍沢
演 - 石橋蓮司
大威に関する資料を作成した過去により、真梨子が訪ねてきた。一郎を「大威」と呼ぶ数少ない人物。もともとは精神病で手に余る子供が最終的に行き着く場所として使われる病院を経営していたが、一郎の両親が他界した際に財政難により、病院をたたみ、入陶家のホームドクターとなる。はじめに大威に教えたことはトイレトレーニングで一人でトイレに行けるまで一カ月かかったという。一郎の天才的知能を見出し「脳男」と名付けた。その結果が仇となり、お払い箱にされた。現在は病院があった場所に一人で暮らしており、酒浸りの生活を送っている。真梨子に当時の研究資料を見せられ「あの頃はまだ医者としての野心があったんだな…」とつぶやいた。真梨子の手土産の最中を食べた際に嫌な顔をしたが、味が嫌いというわけではなく上顎にくっつくのが嫌だと語った。
志村の母
演 - 山崎ハコ
息子の更生のために協力する真梨子を「先生は神様です」と感謝している。息子が再び同じ手口の犯罪を起こし、一郎に殺害された際に報道陣に「息子は殺されて当然だったんです」と謝罪しながら泣き崩れた。普段は腰が低く、常に謙遜し、罪人の母親として反省しているが、 出所したばかりの息子に一人暮らしをさせたり、最初の犯行を気付かなかったり、カウンセリングや息子の精神的な世話を全て真梨子に任せっきりだったり、もっと早くに息子が死んでいれば良かったと話したり、息子よりも真梨子に関心的だったりと母親としての責任が欠如した部分が見え隠れしている。
金城理詞子
演 - 池谷のぶえ
有名占い師。映画の劇中で唯一緑川たちの犠牲になるシーンがある人物。太っており、派手な化粧や服をまとった中年女性。テレビ番組で「犯人が夕刻、バスで事件を起こす」と予言し、緑川を挑発した。その後、緑川たちに拉致され、水沢にハサミで舌を切り取られその姿を写真に収められた。雨の中真っ黒な布を羽織り、泣きながら口から血を流して、緑川たちが監視する中、バスに乗り込み運転手や乗客もろとも爆死を遂げる。それまでの事件で使用された爆弾とは段違いの量の火薬に加えてボールベアリングが仕込まれており、散弾銃のような仕掛けになっていた。切り取られた舌は他の被害者と同様にホルマリン漬けにされて写真が貼られ、勲章として飾られていた。
入陶倫行
演 - 夏八木勲
一郎の祖父で資産家。息子夫婦を轢き逃げで亡くしたことをきっかけに息子の一人息子の大威（一郎）を精神病院から引き取り、院長の藍澤を大金をはたいてホームドクターとして雇った。一郎の天才的知能を知ると、藍澤を追い出し、伊能を雇い、一郎を鍛えさせた。学校には通わせず、金に物を言わせあらゆる専門家を自宅に呼び、一郎に人がどのような感情を持つかを教えたが、一郎に感情を持つことは教えず、同い年の子供と接触させなかった。何故藍澤を追い出し、伊能を雇い体を鍛えさせたかは不明。歳を取るごとに亡くなった息子夫婦を強く想うようになり、どんなに金を積んでも命が帰らないことに苦しみ、ひき逃げ犯が見つからないことでさらにおかしくなり、酒に溺れるようになった。次第に一郎を「悪を殺すために神から選ばれた」と思うようになり、それまで鍛えたり感情や知識を学ぶだけだった一郎に、人を殺す方法を学ばせ始めた。毎晩のように一郎の顔を撫でながら「悪を始末するために生まれた」と言い聞かせていた。その姿を伊能は「綺麗な顔をした殺人鬼を作っている」と例えた。ある晩、強盗に入られ、ナイフで刺されて部屋に火を放たれたところで大威が現れ、一郎に「裁きを下せ！」と命令。一郎が犯人の首を絞めて殺害するのを見届けると高笑いをあげながら息を引き取った。
茶屋
演 - 江口洋介
刑事。熱血漢で喫煙者（ヘビースモーカー）でもあり、後輩の広野と共に行動している。広野を「新米」や「童貞」「漏らしたくせに」と揶揄うが、基本的には可愛がっており、信頼している。緑川たちの潜伏していた空き工場で一郎を捕まえた。一郎を精神鑑定で異常がない事を証明し、「必ず死刑にしてやる」と真梨子に挑戦的な態度を示した。最初は真梨子に横柄だったが、伊能の話を聞き、一郎が無差別殺人犯ではないことを知ってからは真梨子に協力的になり、先生と呼ぶようになり緑川の逮捕に目を向けるようになる。しかし一郎が殺人を犯している事は事実のため、裁きは下させると考えていた。一郎の精神鑑定終了後の護送中、一郎に反撃され、さらには緑川にも襲われ、両者を取り逃し、さらに広野にまで怪我を負わせてしまう。緑川が病院で真梨子を拉致した際に、全身に爆弾をつけられている広野を見つける。真梨子の携帯電話を使用した緑川から「一郎くんを殺せば爆弾を止める」と言われ、一郎と争う（一郎は広野の爆弾が解除出来ないことを一目見て判断していた）が、広野が自ら死を選び、2人の目の前で爆死したあと奇声を上げながら泣き崩れた。地下駐車場で瀕死の状態で真梨子に巻きつけていた爆弾のスイッチを押そうとする緑川を射殺。射殺後も怒りが収まらずに全弾を緑川へ撃ち放った。その後現場にいた一郎に銃口を向けるが発砲せず、立ち去る一郎を見ていた。
その他
大山うさぎ、勝矢

### スタッフ
- 監督：瀧本智行
- 原作：首藤瓜於『脳男』（講談社文庫刊）
- 脚本：真辺克彦、成島出
- 音楽：今堀恒雄、ガブリエル・ロベルト、suble
- 製作指揮：城朋子
- 製作：藤本鈴子、由里敬三、藤島ジュリー景子、市川南、藤門浩之、伊藤和明、入江祥雄、松田陽三、宮本直人
- エグゼクティブ・プロデューサー：奥田誠治
- 企画プロデュース：石田雄治[12]、藤村直人
- プロデューサー：椋木弘尚、有重陽一
- 撮影監督：栗田豊通
- 美術：丸尾知行
- 装飾：藤田徹
- 録音：藤丸和徳
- 編集：高橋信之
- 記録：柳沼由加里
- 衣装：宮本まさ江
- ヘアメイク：細倉明日歌
- 音響効果：大河原将
- 音楽プロデューサー：金橋豊彦
- VFXスーパーバイザー：道木伸隆
- 操演：関山和昭
- キャスティング：杉野剛
- 助監督：権野元
- 制作担当：白石治
- 協力：富山県
- 制作プロダクション：ジャンゴフィルム
- 配給：東宝
- 企画：日活
- 製作幹事：日本テレビ放送網
- 製作：映画「脳男」製作委員会（日本テレビ放送網、日活、ジェイ・ストーム、東宝、讀賣テレビ放送、バップ、講談社、読売新聞社、GYAO、札幌テレビ放送、宮城テレビ放送、静岡第一テレビ、中京テレビ放送、広島テレビ放送、福岡放送）

### 主題歌
「21世紀のスキッツォイド・マン」
歌 - キング・クリムゾン（WHDエンタテインメント）

### キャッチコピー
- 彼には感情だけが、無い。（ティザーポスター版）
- 悪に裁きを下す、美しき殺人者（本ポスター版）
- 永遠に交わることのない それぞれの正義（本ポスター版）
- 予測不能のミステリー、衝撃のラスト。あなたは瞬きできない。（本ポスター版）

### 製作
監督は原作を発売時に趣味の中の1冊としてたまたま読んでいたが、その時はまさか映像化するとは考えていなかった。しかし4年前、映画のオファーが来た時に決まっていた"ビターなバッドエンディング"や、鑑定室での一郎と真梨子の"かみ合わない会話がかもし出す緊迫感"に興味を覚え、自分で映像化したいという思いが強まった。また、2010年公開の映画『人間失格』を観て主演の生田斗真に日本人離れした美しさに魅力を感じ、「散文の映画と韻文の映画があるとするなら、詩情のある韻文の映画がハマる」と評していたため、キャスティングに主役として生田の名前が挙がった時には、「いけるんじゃないかと直感した」と当時を振り返っている。
主演を務める生田斗真は、感情の無い殺人マシーンという難役を演じるために、2012年1月から役作りに半年をかけ、格闘技の稽古、体作りのための食事制限やトレーニング、“死んだ目”を表現するために引きこもり生活も行なったことを2013年1月17日に行われた今作の完成披露試写会で告白した。また、脳男の設定については監督と徹底討論し、「鋼のような体」という身体的特徴・汗をかかない・まばたきをしない・欲望が欠落した食事といったしぐさを体現してみせた。
凶悪な連続爆破犯・緑川紀子を演じた二階堂ふみもまた、「病的に痩せてほしい」という監督の注文により 炭水化物・豚肉・牛肉・糖分を全部カットしてまで5kg減量し、眉毛も剃り落とした。生田斗真に首を絞められるシーンでは本当に失神してしまったり、太田莉菜とのキスシーンでは糸がひかなくて10数テイクも撮り直したり と、撮影や役作りには相当苦労したらしく、舞台挨拶では各所で監督に毒舌や恨み節で多数の撮影エピソードを披露し、会場の笑いを誘った。今回の役を演じるにあたって、悪役を描いた映画もいくつか鑑賞し、その中でも『ミザリー』で第63回アカデミー主演女優賞を受賞したキャシー・ベイツにはおおいに刺激を受けたという。現代社会にマッチするような犯行動機を考えて人間味を出していこうとしたため、性別を含め原作とは違う緑川像が出来上がったが、「彼女自身が持つ無垢なところと合わさって人間味があり、深みもあるヒールキャラになった」と監督は大満足している。ちなみに今作においては他にも、感情のない脳男を鏡のような存在に仕立て上げることで彼に対峙する人間が己の内面を見ることになるようにしたり、対峙する側の人間・鷲谷真梨子にも精神科医としての信念だけでは彼女自身の人間味がいま一つ出し切れないということで、過去のある事件が原因で引きこもりになった母や染谷将太演じる青年・志村を彼女にからませて人間的な深みをつけるなど、原作とは人物設定が少しずつ変えられている。
2012年6月7日に都内でクランクイン。ロケ地には富山県が選ばれ、射水市新湊地区では臨港道路の6車線を3日間完全封鎖するなど、ハリウッド映画顔負けの大規模なカーチェイス＆爆破シーンが撮影された。
ロケ地として、病院での爆破シーンなどのほとんどは氷見市幸町旧氷見市民病院が使われた。また1908年に建造された洋風建築は滑川市小林の高橋医院が、駅前で路線バスが爆破されるシーンは富山市西長江の富山県立中央病院が、駅前で路線バスが爆破される場面は富山市友杉のとやま健康パークが、真梨子が勤務する病院は富山市牛島町の北日本放送局がそれぞれ選ばれた。その他、カーチェイスや護送車の爆発などは射水市奈古の江・高岡市の富山新港臨港道路を3日間封鎖して撮影したとされている。

### 封切り
TOHOシネマズスカラ座他全国302スクリーンで公開され、2013年2月9-11日の初日3日間で興収3億57万7,800円、動員動員22万7,345人になり、映画観客動員ランキング（興行通信社調べ）で初登場第2位となった。客層は男女比35対65、年齢別では20代が27.2パーセントで最も多く、次いで16歳から19歳の22.3パーセントとなり10代後半から20代の女性が中心であった。

#### プロモーション
この映画からはゆるキャラ「のうおとこくん」が誕生した。ダークで硬派なイメージが強い作品とは対極ともいえる「のうおとこくん」は、実は香川県高松市の本場さぬきうどん協同組合公認の「うどん大使」を務めるキャラクター「うどん脳くん」の遠縁にあたるという。オフィシャルサイトやTwitterなどに登場し、映画の広報活動を行った。

#### Blu-ray / DVD
2013年8月28日発売。発売・販売元はバップ。
- 脳男（2枚組）
  - ディスク1：本編ディスク
    - 音声特典
      - 「脳男」徹底解説オーディオコメンタリー[27]（生田斗真×監督：瀧本智行×助監督：権野元）

  - ディスク2：特典DVD
    - Making Document of 脳男
    - イベント映像集（製作報告会見、完成披露試写会、初日舞台挨拶、大ヒット御礼舞台挨拶）
    - 特報・劇場予告編・TVスポット集

  - 封入特典
    - オールカラーブックレット（40P）

  - 特製アウターケース付きデジパック仕様

2013年9月2日付けのTSUTAYAレンタルDVD / Blu-rayランキングでは、6週連続首位記録を樹立した映画『テッド』に続き、2位という好スタートを切った。

### 受賞
- 第56回ブルーリボン賞 助演女優賞（2013年度、二階堂ふみ『地獄でなぜ悪い』『四十九日のレシピ』の演技と併せて）[28]

## 漫画
外薗昌也による描き下ろしでコミカライズされている。なお、内容は原作をほぼ忠実に再現している。
- KCデラックス、2013年1月30日発売、ISBN 978-4-06-364911-6[29]